# إدي ويلكوكس
إدي ويلكوكس (بالإنجليزية: Eddie Wilcox) هو عازف جاز وعازف بيانو أمريكي، ولد في 27 ديسمبر 1907 في كارولاينا الشمالية في الولايات المتحدة، وتوفي في 29 سبتمبر 1968 في نيويورك في الولايات المتحدة.

## وصلات خارجية
- إدي ويلكوكس على موقع ميوزك برينز (الإنجليزية)